# Anime (romanzo)
Anime (Souls) è un romanzo breve di fantascienza della scrittrice americana Joanna Russ.
Nel 1983 ha vinto i premi Locus e Hugo per il miglior romanzo breve, inoltre è stato finalista del Premio Nebula per il miglior romanzo breve.
Stephen Burt ha descritto la storia come "perfettamente realizzata".

## Storia editoriale
È stato pubblicato per la prima volta nel numero del gennaio 1982 della rivista The Magazine of Fantasy & Science Fiction, successivamente è stato inserito in varie antologie, tra queste, The Best Science Fiction of the Year 12, curata da Terry Carr, pubblicata nel luglio 1983 dalla Pocket Books in formato tascabile e dalla Gollancz in edizione rilegata e la raccolta personale (Extra)ordinary People, pubblicata nel 1985 dalla St. Martin's Press; nel 1989 è stata pubblicata in un tascabile per il mercato di massa, il n. 11 della collana Tor Double, che contiene anche il romanzo "Houston, Houston, ci sentite?" (Houston, Houston, Do You Read?) di James Tiptree Jr..
La traduzione italiana di Roberta Rambelli è stata inserita nell'antologia I premi Hugo 1976-1983 curata da Sandro Pergameno, pubblicata dalla Editrice Nord nel 1984 nel volume numero 10 della collana Grandi Opere Nord e nel 1991 nel volume n.2.12 della collana Tascabili Super Omnibus e dalla Euroclub nel 1985 nella collana Narrativa Club.

## Trama
La vicenda è narrata da Radulphus che, anziano, ricorda quando lui aveva sette anni e la badessa medievale Radegunde, solo con le armi della retorica e della persuasione, aveva affrontato l'assalto di una banda di vichinghi alla sua abbazia.
Radegunde è una donna straordinaria, "la più sapiente del mondo", con eloquenza e ironia cerca d'indurre Thorvald, il capo dei predoni, ad evitare violenze ed uccisioni.
Thorvald non è malvagio o stupido, ma non riesce a comprendere l'offerta d'amicizia di Radegunde che, quando i suoi sforzi risultano vani, si rivela essere un'entità aliena dotata di poteri sovrumani, ancorché limitati, e punisce Thorvald e il giovane Thorfinn per la strage perpetrata e le sofferenze provocate.

### Edizioni
- Joanna Russ, Anime, in I premi Hugo 1976-1983, Grandi Opere Nord, n. 10, Nord, 1984.

- (EN) Joanna Russ, Souls, collana Tor Double, n. 11, T. Doherty, 1989, ISBN 9780812559620.